# 経済産業省登録システムインテグレータ
経済産業省登録システムインテグレータ（けいざいさんぎょうしょうとうろくシステムインテグレータ）とは、日本の経済産業省により審査され「情報処理サービス企業等台帳」に登録された企業である。
かつては経済産業省認定システムインテグレータ（けいざいさんぎょうしょうにんていシステムインテグレータ）と呼ばれていた。また、2001年1月5日以前は、通商産業省認定システムインテグレータ（つうしょうさんぎょうしょうにんていシステムインテグレータ）と呼ばれていた。しかし平成23年3月31日付けで廃止された

## 概要
経済産業省では、「システムインテグレーションサービス」を「情報システムの企画から構築、運用までに必要なサービスを一括して提供するもの」と定義している。顧客の依頼に基づき、このようなシステムインテグレーションを一括請負する企業のことを、一般に「システムインテグレータ」と呼称する。
システムインテグレーションを一括して請け負う場合、ソフトウェアの技術的な知識は当然として、ハードウェアやネットワーク、さらに業務内容を含めた広い範囲に及ぶ知識が必要とされる。さらに、プロジェクトマネジメントやリスクマネジメントなど、さまざまな事象を管理・運営するマネジメント能力が不可欠である。加えて、システム開発終了後も、システム保守が発生することから、顧客との取引は長期に及ぶと予想され、ある程度安定した経営状況が必要となる。
しかし、システムインテグレーションを発注する顧客からみると、企業がこれらの水準を満たしているか判断するのは容易ではない。特に情報通信業と全く異なる業界の顧客にとっては、システムインテグレーションになじみのないことも多く、発注に際しての企業選定は困難を極める。そのため、経済産業省では、システムインテグレーションに必要なこれらの能力を兼ね備えた企業を登録し広く公開することで、情報システムに投資する顧客に利便性の向上と、システムインテグレータの健全な発展を企図しており、国民生活の向上への寄与を目的としている。
なお、システムインテグレーションだけでなく、システムオペレーションに関する分野についても、経済産業省が「経済産業省認定特定システムオペレーション企業」を認定する類似制度が存在する。

## 運用
経済産業省の地方支分部局たる経済産業局が、それぞれ管轄する地域の「情報処理サービス企業等台帳」を所管している。「経済産業省登録システムインテグレータ」に足ると判断された企業は、経済産業局の局長により「情報処理サービス企業等台帳」に登録され、その情報は広く一般に公開される。
具体的には、北海道経済産業局（北海道札幌市）、東北経済産業局（宮城県仙台市）、関東経済産業局（埼玉県さいたま市）、中部経済産業局（愛知県名古屋市）、近畿経済産業局（大阪府大阪市）、中国経済産業局（広島県広島市）、四国経済産業局（香川県高松市）、九州経済産業局（福岡県福岡市）、の8局が、それぞれ管轄する地域の台帳を所管している。
また、沖縄県についてはやや特殊な運用がなされている。これは、沖縄県が経済産業局の管轄外となっているためである。九州経済産業局は沖縄県を管轄しておらず、それに代わって、内閣府の地方支分部局である沖縄総合事務局が同業務を取り扱っている。そのため、沖縄県の「経済産業省登録システムインテグレータ」は、沖縄総合事務局が所管する「情報サービス企業台帳」に登録される。
有効期間は2年であり、更新する場合は再度、審査を受ける必要がある。また、登録後に重大な変更が生じた場合、経済産業局等への届出が求められている。また、登録要件を満たさないと判断された場合、登録後であっても、経済産業大臣または、経済産業局長により取消処分を下されることがある。

## 沿革
2001年1月5日以前は、通商産業省の地方支分部局たる通商産業局が、それぞれ管轄する地域の「情報処理サービス企業等台帳」を所管していた。同年1月6日の中央省庁再編にともない、新たに経済産業省が発足し、同事業を継承した。
また、経済産業省では「経済産業省登録システムインテグレータ」の新規登録を停止している。したがって、現在「経済産業省登録システムインテグレータ」として登録されている業者は、新規登録が停止される以前から経済活動を行っていた企業である。

## 関連法
「経済産業省登録システムインテグレータ」に関連する法体系は、次のとおりである。
- 情報処理の促進に関する法律
- 情報処理サービス企業等台帳に関する規則